# L'Étincelle (chanson)
Pour les articles homonymes, voir L'Étincelle.
Singles de Étienne Daho
Après le blitz
(2018)
Pistes de Blitz
Voodoo Voodoo
(7) The Deep End
(9)
L'Étincelle est une chanson interprétée par Étienne Daho pour son album studio Blitz sorti en 2017. Elle sort ensuite en tant que quatrième single de cet album en 2018 après Les Flocons de l'été, Le Jardin et Après le blitz. Les paroles sont écrites par Étienne Daho et la musique est composée par Jean-Louis Piérot.

## Historique
La chanson peut rappeler les paysages sonores des disques de Benjamin Biolay ou de Dominique A. Avec une ambiance particulièrement sombre, surtout au début, les paroles peuvent laisser penser que le thème abordé dans la chanson serait apparemment l'obscurité.

## Liste des pistes
Version vinyle (7" et 45 tours)
1. L'Étincelle (version single) - 3:59
2. Chambre 29 - 4:21

## Pochette
La pochette représente des flammes avec le visage du chanteur au-dessus, le tout recouvert d'une série de rayures transparentes, rappelant un peu le style psychédélique des années 1970.

## Clip
Le clip de la chanson est sorti en octobre 2018. On peut y distinguer d'une part le côté obscur à cause du fait que ce soit tourné en noir et blanc, et d'autre part le côté psychédélique avec l'apparition d'effets spéciaux. On y retrouve également les acteurs Amélie Daure et Arnaud Valois.